# Alessandro Mazzi
Alessandro Mazzi (* 16. November 1987 in Villafranca) ist ein ehemaliger italienischer Straßenradrennfahrer.
Alessandro Mazzi gewann 2007 ein Rennen in Magnago. Im nächsten Jahr war er mit der italienischen U23-Nationalmannschaft beim Coupe des Nations Ville Saguenay auf der ersten Etappe in La Baiie erfolgreich. In der Saison 2009 gewann Mazzi die beiden Eintagesrennen Piccola Sanremo und Vicenza-Bionde und 2010 die Trofeo Franco Balestra.

## Erfolge
2008
- eine Etappe Coupe des Nations Ville Saguenay

2009
- Vicenza-Bionde
- Trofeo Città di San Vendemiano

2011
- Trofeo Franco Balestra

## Teams
- 2011 Farnese Vini-Neri Sottoli (Stagiaire)
- 2012 Petroli Firenze Cycling Team
- 2013 Utensilnord Ora24.eu
- 2014 Utensilnord